# Gainesville (Missouri)
Gainesville é uma cidade localizada no estado americano de Missouri, no Condado de Ozark.

## Demografia
Segundo o censo americano de 2000, a sua população era de 632 habitantes.
Em 2006, foi estimada uma população de 605, um decréscimo de 27 (-4.3%).

## Geografia
De acordo com o United States Census Bureau tem uma área de
6,8 km², dos quais 6,8 km² cobertos por terra e 0,0 km² cobertos por água. Gainesville localiza-se a aproximadamente 204 m acima do nível do mar.

## Localidades na vizinhança
O diagrama seguinte representa as localidades num raio de 28 km ao redor de Gainesville.